# Jurivalentinia caraganica
Jurivalentinia caraganica är en fjärilsart som beskrevs av Shchetkin 1980. Jurivalentinia caraganica ingår i släktet Jurivalentinia och familjen tandspinnare. Inga underarter finns listade i Catalogue of Life.